# Comté de Cherokee (Iowa)
Pour les articles homonymes, voir Comté de Cherokee.
Le comté de Cherokee est un comté de l'État de l'Iowa, aux États-Unis.
Il fut nommé d'après le peuple Cherokees.